# Liga polska w piłce nożnej (1948)
Liga w piłce nożnej 1948 – 14. edycja najwyższych w hierarchii rozgrywek ligowych polskiej klubowej piłki nożnej, pierwsza po II wojnie światowej. W poprzednim sezonie (1947) mistrza Polski wyłoniono systemem nieligowym.
Tytułu broniła Warta Poznań. Mistrzostwo zdobyła Cracovia.
Absolutnymi beniaminkami ligi były Lech Poznań, Polonia Bytom, Tarnovia, Rymer Niedobczyce i Widzew Łódź.
| Poziomy rozgrywkowe w sezonie 1948 | Poziomy rozgrywkowe w sezonie 1948 | Poziomy rozgrywkowe w sezonie 1948 |
| Rozgrywki                          | P                                  | Nazwa                              |
| ---------------------------------- | ---------------------------------- | ---------------------------------- |
| Centralne                          | I                                  | Liga                               |
| Okręgowe (20 okręgów)              | II                                 | A klasa                            |
| Okręgowe (20 okręgów)              | III                                | B klasa                            |
| Okręgowe (20 okręgów)              | IV                                 | C klasa                            |

## Tabela
| Msc. | Nazwa klubu       | M  | Zw.-Rem.-Por. | Pkt. | Bramki |
| 1    | Cracovia          | 26 | 17-4-5        | 38   | 61:26  |
| 2    | Wisła Kraków      | 26 | 17-4-5        | 38   | 86:34  |
| 3    | Ruch Chorzów      | 26 | 12-6-8        | 30   | 71:40  |
| 4    | Legia Warszawa    | 26 | 14-2-10       | 30   | 55:46  |
| 5    | AKS Chorzów       | 26 | 13-3-10       | 29   | 50:49  |
| 6    | ZZK Poznań        | 26 | 9-8-9         | 26   | 48:49  |
| 7    | Polonia Warszawa  | 26 | 11-4-11       | 26   | 45:49  |
| 8    | ŁKS Łódź          | 26 | 10-4-12       | 24   | 60:64  |
| 9    | Warta Poznań      | 26 | 9-6-11        | 24   | 51:56  |
| 10   | Polonia Bytom     | 26 | 9-5-12        | 23   | 48:55  |
| 11   | Tarnovia Tarnów   | 26 | 10-2-14       | 22   | 42:48  |
| 12   | Garbarnia Kraków  | 26 | 9-4-13        | 22   | 38:52  |
| 13   | Rymer Niedobczyce | 26 | 8-3-15        | 19   | 45:64  |
| 14   | Widzew Łódź       | 26 | 5-3-18        | 13   | 31:99  |

Legenda:
|  | Mistrz Polski     |
|  | Spadek do II ligi |

## Najlepsi Strzelcy
| Gole | Strzelcy              | Drużyny      |
| ---- | --------------------- | ------------ |
| 31   | Józef Kohut           | Wisła Kraków |
| 28   | Mieczysław Gracz      | Wisła Kraków |
| 22   | Stanisław Różankowski | Cracovia     |

Wg 

## Mecz o mistrzostwo
Cracovia – Wisła Kraków 3:1
Cracovia i Wisła Kraków zakończyły rozgrywki z identycznym dorobkiem punktowym (obie po 38 punktów). Lepszy bilans bramek miała Wisła (+52, przy +35 Cracovii). W spotkaniach bezpośrednich lepsza była Cracovia (Wisła-Cracovia 0:2, Cracovia-Wisła 1:1). O tytule mistrzowskim decydował jednak dodatkowy mecz na neutralnym stadionie. 5 grudnia 1948 na stadionie Garbarni Kraków Cracovia pokonała Wisłę 3:1 i to ona została mistrzem.
 Mistrzem została Cracovia.

## Klasyfikacja medalowa po mistrzostwach
Tabela obejmuje wyłącznie zespoły mistrzowskie.
|    | Klub             |   |   |   |
| -- | ---------------- | - | - | - |
| 1. | Cracovia         | 5 | 1 | 1 |
| 2. | Ruch Chorzów     | 5 | 0 | 2 |
| 3. | Pogoń Lwów       | 4 | 3 | 0 |
| 4. | Wisła Kraków     | 2 | 6 | 5 |
| 5. | Warta Poznań     | 2 | 5 | 7 |
| 6. | Polonia Warszawa | 1 | 2 | 1 |
| 7. | Garbarnia Kraków | 1 | 1 | 0 |